# Friedrich-List-Platz (Dresden)
Der Friedrich-List-Platz ist ein in der Dresdner Südvorstadt und südlich des Hauptbahnhofs gelegener Platz. Er trägt den Namen Friedrich Lists (1789–1846), eines bedeutenden Wirtschaftstheoretikers und Eisenbahnpioniers.

## Lage
Der Platz befindet sich innerhalb der Dresdner Gemarkung Altstadt II im Stadtteil Südvorstadt-Ost. Seine Nordseite bildet dabei sowohl die Grenze der Gemarkung zu Altstadt I als auch die Stadtteilgrenze zu Seevorstadt-Ost/Großer Garten. Die Westseite des Friedrich-List-Platzes markiert zudem den Übergang zum Stadtteil Südvorstadt-West.
Der im Wesentlichen rechteckige Platz besteht aus einem etwa 1,45 Hektar großen Park, der – abgesehen von der Südseite – von Straßen umgeben ist. Die nördliche Begrenzung bildet dabei die Strehlener Straße. Sie verläuft leicht schräg zur übrigen Platzgeometrie entlang der Bahnanlagen und hat an der Nordwestecke des Friedrich-List-Platzes eine Kreuzung mit der Bayrischen Straße sowie der durch die Überführung der Bahnstrecke Děčín–Dresden-Neustadt verlaufenden Straße „Am Hauptbahnhof“, die sich nach Norden als St. Petersburger Straße fortsetzt. Die südliche Einfassung des Platzes übernimmt die Lindenaustraße, die aber nur noch als Fußweg besteht und vor Ort nicht mehr ausgeschildert ist. Die östlich und westlich des Platzes verlaufenden Straßen tragen beide den Namen „Friedrich-List-Platz“. Bei der östlich gelegenen Straße handelt es sich um die Fortsetzung der Hochschulstraße, die westliche Begrenzungsstraße verbindet die Fritz-Löffler-Straße mit der Kreuzung Strehlener/Bayrische Straße/Am Hauptbahnhof und ist Teil der Bundesstraße 170.

## Geschichte

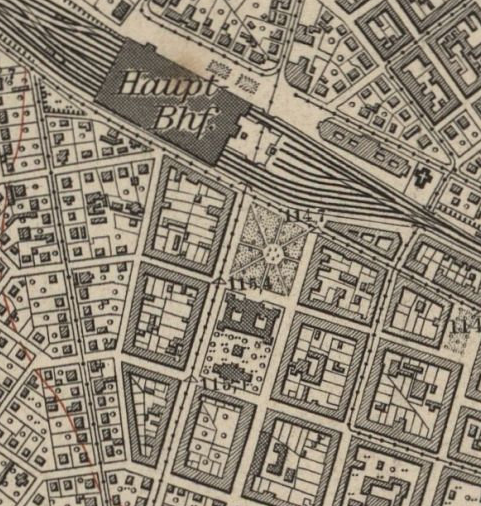
Der Bismarckplatz (Kartenmitte) im Jahr 1904

Der Platz entstand Ende der 1860er Jahre zusammen mit der späteren Reichsstraße (heutige Fritz-Löffler-Straße), der Lindenaustraße (angelegt 1867) und dem Ausbau des Kälberwegs (heutige Strehlener Straße). Da die Reichsstraße damals die direkte Fortsetzung der Prager Straße war, erhielt die neu entstandene Fläche 1868 zunächst den Namen Prager Platz. Diese Bezeichnung trug sie aber nur wenige Jahre, denn nach dem siegreichen Deutsch-Französischen Krieg und der Reichsgründung 1871 folgte im gleichen Jahr die Umbenennung in Bismarckplatz, zu Ehren des Reichskanzlers Otto von Bismarck.

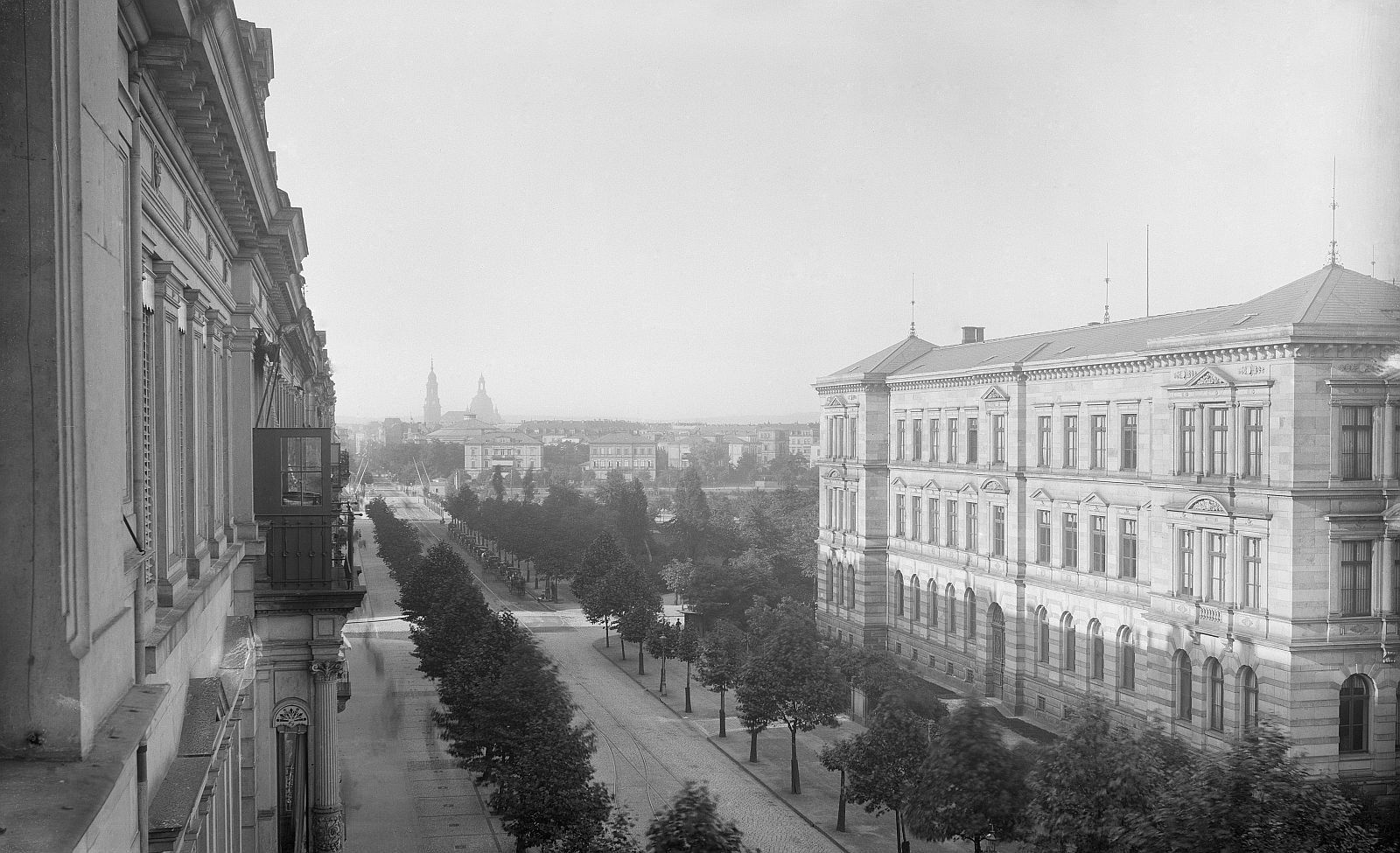
Blick durch die Reichsstraße gen Norden: zu erkennen das Polytechnikum, der davor gelegene Bismarckplatz und der noch ebenerdige Bahnübergang am Böhmischen Bahnhof.

Bebaut wurde der Platz ab 1870 an der Ostseite, der damaligen Sedanstraße, vornehmlich mit Hotels und Pensionen. An der Südseite entstand von 1872 bis 1875 das Hauptgebäude des damaligen Königlich Sächsischen Polytechnikums Dresden, dem Vorläufer der Technischen Universität Dresden. Bis 1900 waren Süd-, Ost- und Westseite des Bismarckplatzes komplett geschlossen bebaut und der Platz gärtnerisch gestaltet. Bis in die 1890er Jahre bildete die Bahntrasse östlich des Böhmischen Bahnhofs die nördliche Begrenzung des Platzes. Die Bahnstrecke kreuzte die Reichsstraße/Prager Straße nordwestlich des Bismarckplatzes ebenerdig und beschrankt. Erst mit der Umgestaltung der Dresdner Eisenbahnanlagen ab 1892 und der Errichtung des neuen Dresdner Hauptbahnhofs (1898 eröffnet) erhielt die Nordseite des Platzes ihre heutige Gestalt.
Die Luftangriffe auf Dresden während des Zweiten Weltkriegs im Februar 1945 beschädigten die Gebäude am Bismarckplatz stark. Mit Ausnahme des Hauptbahnhofs und eines Nebengebäudes an der Westseite wurde die ruinöse Bebauung in der Nachkriegszeit komplett abgetragen. In Folge der sowjetischen Besatzung war der Name Bismarcks als geographische Bezeichnung nicht mehr erwünscht, sodass der Platz gemeinsam mit der Bismarckstraße in Bayrischer Platz bzw. Bayrische Straße umbenannt wurde. Die Wiederbebauung des Areals begann 1954 mit der Errichtung des Hauptgebäudes der Hochschule für Verkehrswesen (HfV) an der Ostseite/Hochschulstraße. Die 1952 gegründete Hochschule erhielt zu ihrem zehnjährigen Bestehen 1962 den Beinamen „Friedrich List“. Aus diesem Grund beschloss die Dresdner Stadtverordnetenversammlung am 3. September 1962 die Umbenennung des Platzes in „Friedrich-List-Platz“. Außerdem wurde ein Denkmal an den Eisenbahnpionier eingeweiht.
Die bis vor dem Krieg noch von der Reichs- zur Sedanstraße durchgehende Lindenaustraße wurde während des Wiederaufbaus nicht mehr an den nun Hochschulstraße genannten Weg angebunden.

## Gestaltung

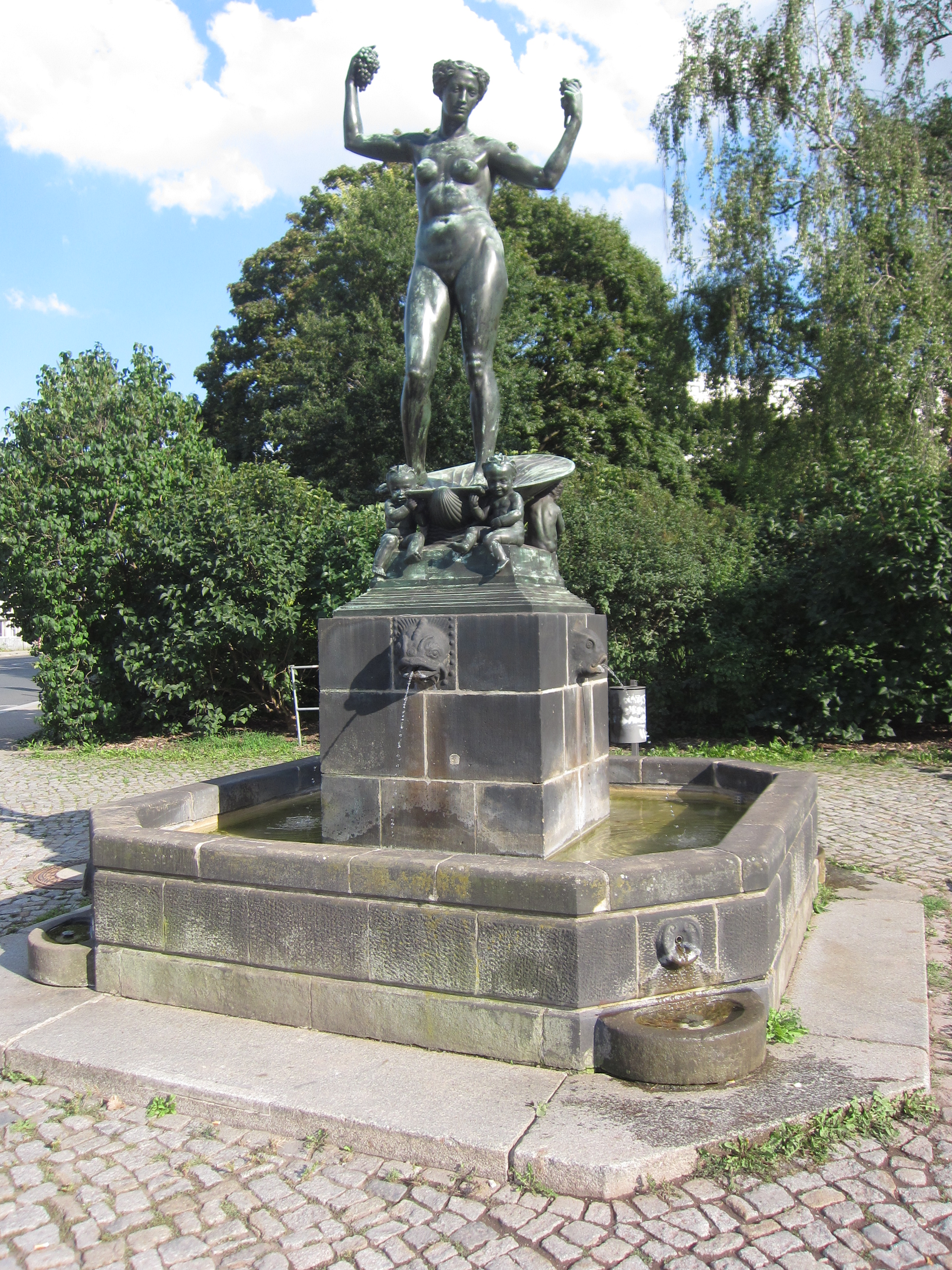
Marie-Gey-Brunnen

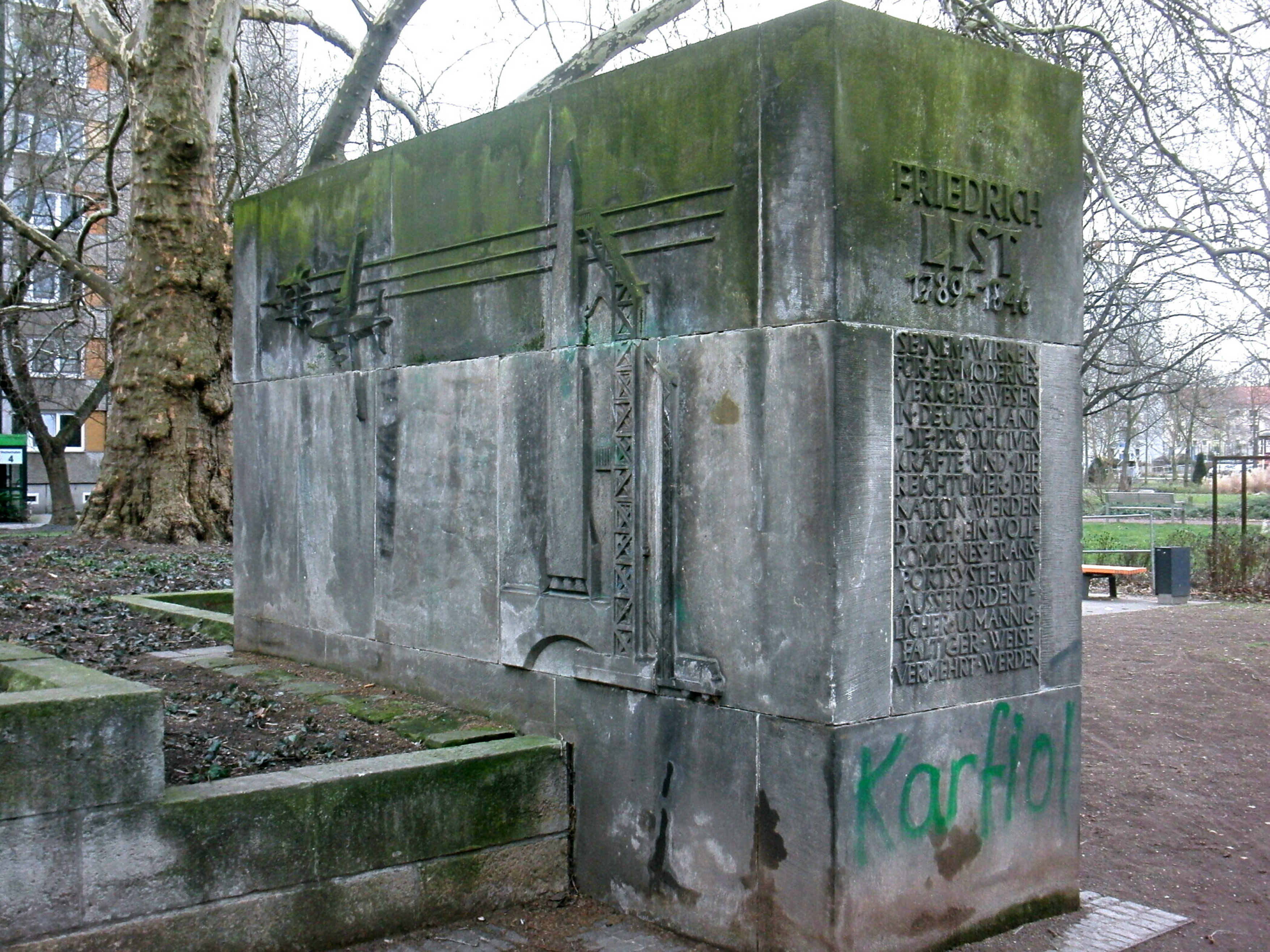
Teil des Friedrich-List-Denkmals

Der Platz bestand seit dem Ende des 19. Jahrhunderts aus einem zentral gelegenen Rondell, von dem nach allen Richtungen gerade Wege zu den Seiten führten. Im Jahr 1911 wurde der zwischen 1908 und 1910 von Georg Wrba geschaffene Marie-Gey-Brunnen auf dem Bismarckplatz aufgestellt. Er erinnert an die 1908 jung gestorbene Künstlerin Marie Gey-Heinze (1881–1908) und wurde von ihrem Ehemann Paul Heinze für 15.000 Mark gestiftet. Nachdem der Brunnen 1945 bei Bauarbeiten beschädigt worden war, wurde er im September 1952 wieder aufgestellt sowie in den 1980er Jahren und im Jahr 2001 restauriert.
Nach den Kriegseinwirkungen änderte sich auch die Platzgestaltung. Mit der Einweihung des Friedrich-List-Denkmals 1964 erhielt der Platz anstelle des zentralen Rondells eine eher horizontale Gliederung mit einem unbepflanzten Band zwischen der Juri-Gagarin- (Fritz-Löffler-) und der Hochschulstraße, auf dem sich auch das Denkmal befand. Ergänzt wurde es mit einer schräg dazu verlaufenden Wegverbindung zwischen der Kreuzung am Hauptbahnhof und der Hochschulstraße sowie mit einem parallel zur Hochschulstraße angelegten Weg von der Strehlener Straße aus. Die frühere Lindenaustraße wurde durch einen weiteren Weg nachempfunden. Mitte der 2000er Jahre wurde der Friedrich-List-Platz vor allem auf der westlichen Hälfte nochmals umgestaltet. Die zahlreichen großen Bäume entlang des schrägen Hauptwegs sind heute von Rasenflächen und vereinzelten Sitzgelegenheiten umgeben. Der Hauptweg ist zwischen Marie-Gey-Brunnen und dem Friedrich-List-Denkmal teilweise gepflastert.
Das Friedrich-List-Denkmal ist ebenfalls von Bänken und Sitzgelegenheiten umreiht und zeigt die Entwicklung des Transportwesens in Vergangenheit und Zukunft. Die Reliefs wurden von Wilhelm Landgraf entworfen und von Werner Hempel gefertigt.

## Bebauung

Das Grand Union Hotel am Bismarckplatz, um 1920

Die Lage am Böhmischen Bahnhof, dem späteren Hauptbahnhof, begünstigte mit vielen Reisenden die Entstehung einiger Hotels und Pensionen auch aus dem gehobenen Bereich, weshalb die Gegend um den Bismarckplatz die Bezeichnung „Diplomatenviertel“ erhielt. Am Bismarckplatz Nr. 1 (Ecke Strehlener Straße/Sedanstraße) befand sich das fünfstöckige Hotel Carlton von Gustav Härtig. Nach dem Ersten Weltkrieg verschlechterte sich die Situation für die Hotelbetreiber, sodass das Gebäude später zum Behördenstandort umgenutzt wurde. Ein ähnliches Schicksal teilte das Hotel Bristol am Bismarckplatz 5–9. Das um 1900 eröffnete Etablissement war modern ausgestattet und verfügte über eine große Empfangshalle sowie einen Festsaal. Ab Dezember 1933 war es Sitz der Obersten Bauleitung der Reichsautobahnen Dresden. An das Bristol schloss sich ein Block mit Wohnungen und Gewerbebetrieben an. An der Ecke Reichsstraße/Bismarckstraße wurde 1873 das Grand Union Hotel (Nr. 2–6) eröffnet. Dieses gehörte zu den vornehmsten Hotels der Südvorstadt und verfügte über 80 Zimmer und als eines der ersten Hotels in Dresden über Stellplätze für Kraftfahrzeuge. Auch dieses Hotel überlebte die wirtschaftlichen Schwierigkeiten nach dem Ersten Weltkrieg nicht und musste den Betrieb aufgeben, der Energiekonzern Aktiengesellschaft Sächsische Werke (ASW) nutzte das Gebäude ab 1923 als seinen Geschäftssitz.

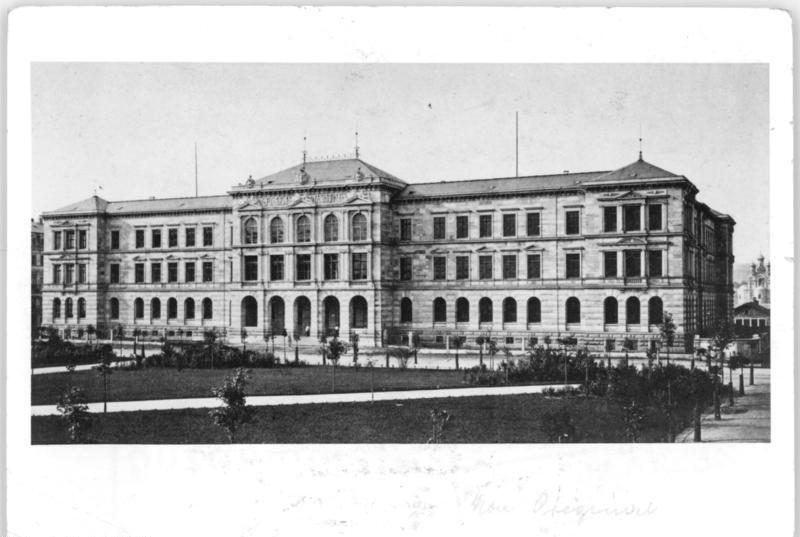
Das Polytechnikum an der Südseite, davor der Bismarckplatz

Die Südseite des Bismarckplatzes wurde vollständig von dem 1872 bis 1875 erbauten Polytechnikum begrenzt. Architekt Rudolf Heyn war selbst Lehrer und später Rektor an der Einrichtung, die 1828 als Technische Bildungsanstalt zu Dresden gegründet und 1890 zur Technischen Hochschule ernannt wurde. Der Neorenaissance-Bau war dreigeschossig und bestand aus vier Flügeln, die zwei Innenhöfe umschlossen. Aufgrund steigender Studentenzahlen wurden in Räcknitz neue Gebäude für die Technische Hochschule errichtet, sodass das Gebäude am Bismarckplatz die Bezeichnung „Alte Hochschule“ erhielt. Die Neubauten im Süden überstanden im Gegensatz zu den Gebäuden am Bismarckplatz die Bombardements während des Zweiten Weltkriegs und bilden heute den Campus der Technischen Universität Dresden, die aus der Technischen Hochschule hervorgegangen war.

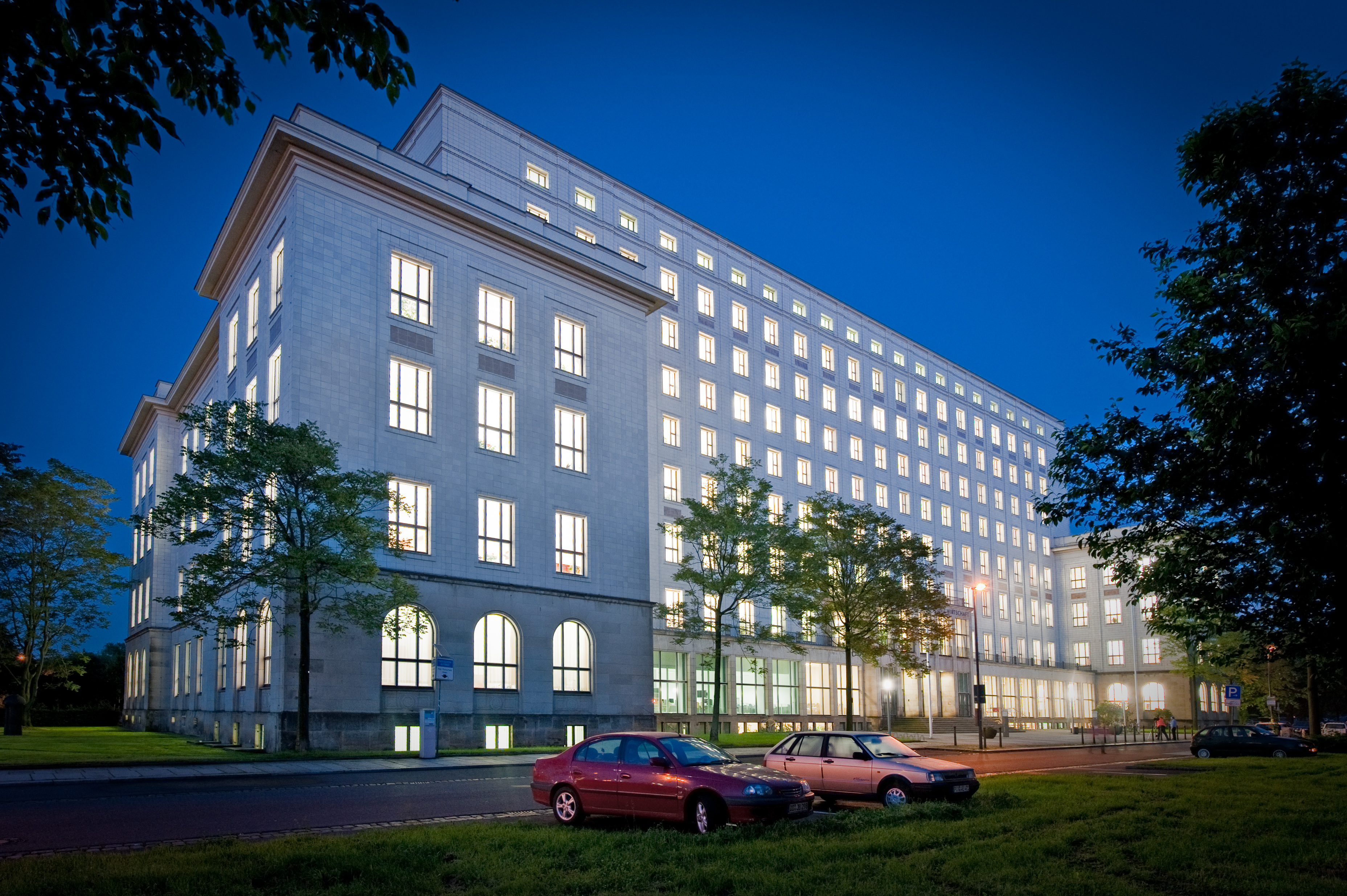
Zentralgebäude der HfV bzw. der HTW vom Friedrich-List-Platz aus gesehen

Nach den Kriegszerstörungen wurde die Tradition als Hochschulstandort wieder aufgenommen, als an der Ostseite des umbenannten Bayrischen Platzes und entlang der Hochschulstraße der Bau der Hochschule für Verkehrswesen begann. Der Grundstein für das von Richard Paulick entworfene Zentrale Universitätsgebäude wurde am 8. April 1954 gelegt. Der markante Bau ist heute Sitz der Hochschule für Technik und Wirtschaft Dresden (HTW), nachdem die HfV als Fakultät Verkehrswissenschaften „Friedrich List“ der TU Dresden angegliedert wurde und in den Gerhart-Potthoff-Bau umzog.

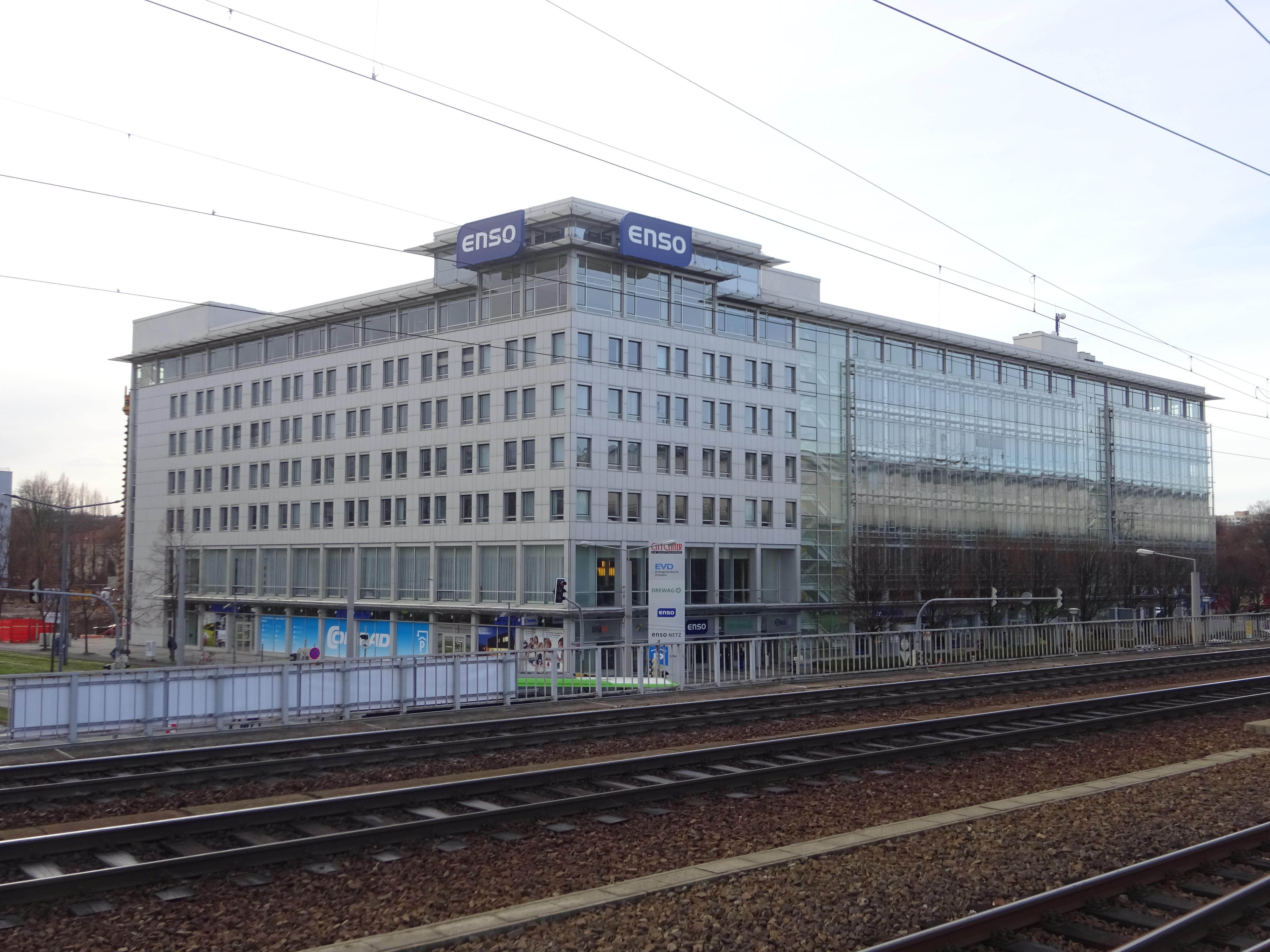
1996 fertiggestelltes ENSO-Gebäude am Friedrich-List-Platz 2, Blick vom Hauptbahnhof aus

Auf der Westseite des Friedrich-List-Platzes wurde nach dem Zweiten Weltkrieg zunächst ein weitgehend erhaltenes Nebengebäude des ehemaligen Grand-Union-Hotels saniert und wieder vom verstaatlichten Nachfolgebetrieb der ASW genutzt, der später in das Energiekombinat Ost bzw. den Energiebezirk Dresden überging. Das Gebäude wurde bis zur Wende mehrfach durch Anbauten ergänzt. Bis 1996 wurde es durch einen Neubau ersetzt, der Hauptsitz der aus dem Energiebezirk hervorgegangenen SachsenEnergie AG ist und unter der Bezeichnung „City-Center“ außerdem eine Ladenpassage und Büroflächen beheimatet. Auf der lange Zeit brachliegenden Fläche zur Lindenaustraße wurde in den Jahren 2020 bis 2022 ein bis zu 51 Meter hoher Erweiterungsbau für das Gebäude errichtet, um beide Sachsen-Energie-Unternehmensteile (Drewag und ENSO) an einem Standort unterbringen zu können.
Die Südseite des Bayrischen Platzes war nach dem Abriss des ruinösen Polytechnikums zunächst eine Grünanlage, bevor diese in den 1980er Jahren Teil eines langgezogenen zehngeschossigen Plattenbau-Wohnblocks zwischen Friedrich-List-Platz, Juri-Gagarin-Straße, Reichenbachstraße und Hochschulstraße wurde. Im September 2017 begann an den dem Platz zugewandten Blöcken die Sanierung.
Der Sachsen-Energie-Bürokomplex (Friedrich-List-Platz 2) und das Zentralgebäude der HTW (Friedrich-List-Platz 1) sind die einzig verbliebenen Adressen, die den Namen des Platzes tragen.

## Verkehr
Der Friedrich-List-Platz ist ein Verkehrsknotenpunkt der Dresdner Südvorstadt. Entlang der Westseite verläuft die Straßenbahnstrecke Richtung „Nürnberger Ei“, Plauen und Coschütz, die am Hauptbahnhof eine Haltestelle hat und von gegenwärtig zwei Straßenbahnlinien befahren wird. Die Nordseite ist als Teil der Strehlener Straße ein Zubringer zum Hauptbahnhof und zur HTW, den Dresdner Finanzämtern sowie zur S 173 Richtung Pirna. Dort befindet sich auch eine Bushaltestelle „Hauptbahnhof (Friedrich-List-Platz)“ für Bedarfshalte. Durch die an der Bayrischen Straße gelegene Internationale Bushaltestelle ist der Friedrich-List-Platz auch erhöhtem Fernbusverkehr ausgesetzt.
Die Westseite wurde im August 2011 von etwa 27.400 Fahrzeugen am Tag befahren, die Nordseite von 10.800 Fahrzeugen täglich.
Im studentischen Fuß- und Radverkehr kommt dem Friedrich-List-Platz als zwischen Hauptbahnhof und HTW gelegenem Platz ebenfalls Bedeutung zu.